# マナロ山
マナロ山（マナロ火山とも。Manaro）は、バヌアツのアンバエ島（Ambae) にある、標高1,496mの盾状火山である。海底からは3,900mの高さにそびえている。

## 名前
火山学者は、「マグマとそれに付随するガスと火山灰が噴き上がる大地の表面の穴」に対しても、あるいは「放出された火山生成物によって生み出される形態または構造（通常は円錐状の）」に対しても、「火山 (volcano)」という用語を用いる。
アオバまたはアオーバ (Aoba) は、Volcano Worldにおける火山の名称である（世界的なデータベースで、バヌアツの9つの火山がリストアップされている）。Manaroは、山頂の火口を指す際に使用する名前であり、複数の火口と湖を含んでいる。
アオバまたはアオーバ (Aoba) はまたスミソニアン協会 (Smithsonian Institution) によるGlobal Volcanism Programにおいても用いられている名前である（バヌアツの14の火山がリストアップされている）。「Manaro Ngoru」と「ブイ湖 (Lake Voui)」は、そのリストにおいて山頂の火口に対して用いられている名前である。Global Volcanism Networkの速報は、「Aoba」が「地元ではManaroまたはLombenbenと呼称されている」旨を伝えている。
ロンベンベン (Lombenben) は、2017年現在地図で用いられている名前である（バヌアツのNational Disaster Management Office (NDMO) 発行）。
Manaro Vouiは、Reuters、Associated Press、そしてRadio New Zealandが2017年にそれぞれの報道記事で用いた名前である。
マナロ (Manaro) は、『ブリタニカ百科事典』がその「Aoba」の記事において用いている名前である。

## 火山活動
この山は、世界で最も危険な状況で活動している火山の1つである。直近の噴火は2017年に記録されている。火山にはその山頂の近くに、温かな淡水をたたえた3つの火山湖がある。すなわち、「Manaro Ngoru」、「Vui (Voui)」、そして「Manaro Lakua」である。火口内にあるブイ (Vui) 湖は、そこだけでも5千万立方mの水を有している。
火山の最近の活動史には、1966年、2005年、2016年の噴火も含まれる。1995年には、ブイ湖の湖水の温度が上昇し火口から黒煙も上がったことから、数千人の島民が噴火に備えた避難の必要性に迫られた。

### 2005年の火山活動
2005年11月から12月にかけての噴火では、火山の近くで暮らしている5千人以上の人々が、安全を確保するため避難することとなった。この時は人的被害もなく、家屋への被害もなかった。

### 2017年9月からの火山活動
2017年9月中旬、ブイ (Voui) 湖の水面下になっている火山山頂の火口で新たな噴火が始まった。そのためVanuatu Meteorology and Geohazards Department (VMGD) は、警戒レベルを3に上げることとなった。
2017年9月22日には、水面下で堆積した火山岩が山頂火口内で新しい火山島の姿に成長し、初めて湖の水面に溶岩が観測されたことから、VMGDは直ちに警戒レベルを4に上げた。噴火活動は激しさを増し、噴石や火山灰が人家のある地域まで到達するようになった。2017年9月26日には、バヌアツ政府が非常事態を宣言したこと、数千人の住民を島外に避難させたことが公式に発表された。
2017年9月28日、火山活動が活発化した1週間後、バヌアツ政府はアンバエ島に住む約1万1千人の住民に対し、島から全員が避難するように命じた。
2017年10月1日、VMGDは火山活動が安定化した可能性がある旨を勧告した
が、警戒レベルは4のままとした。
2017年10月4日、少数の住民を除く約1万1千5百人の全住民がアンバエ島からの避難を終えた。バヌアツ人によって始められて実行された草の根的な奮闘による、近隣の島々への避難であった。警戒レベルは（5段階中の）4に留められた。
10月6日までには、VMGDは警戒レベルを4から3に下げた。VMGDは、危険な区域がブイ湖の中の火口から3km以内だと報告し、その区域ではおそらく火山弾と火山ガスが引き続き継続しているとした。